# Светлоград
Светлогра́д — город в Ставропольском крае. Административный центр Петровского городского округа.

## Название
До 1965 года Светлоград был селом, носившим имя первопоселенца Петра Бурлака — Петровское.
В 1965 году встал вопрос о присвоении селу статуса города и его названии. На заседании райкома партии были рассмотрены несколько вариантов — Светлоград, Ясноград, Светлый и т. д., так как небо над селом всегда светлое и ясное, а учёные утверждают, что солнце светит здесь 2198 часов в году. Секретарь райкома предложил остановиться на названии Светлоград. Это предложение и принял райком КПСС Петровского района. 1 ноября городу присвоено имя Светлоград.

## География
Расположен в Предкавказье, на Прикалаусских высотах Ставропольской возвышенности, у подножья гор Куцай и Бараничья, на реке Калаус и его притоках Карамык и Балка Кисличанская. Узел ж. д. линий и автомобильных дорог.
Расстояние до краевого центра: 76 км.
На горе Куцай находятся геологические образования — конкреции.

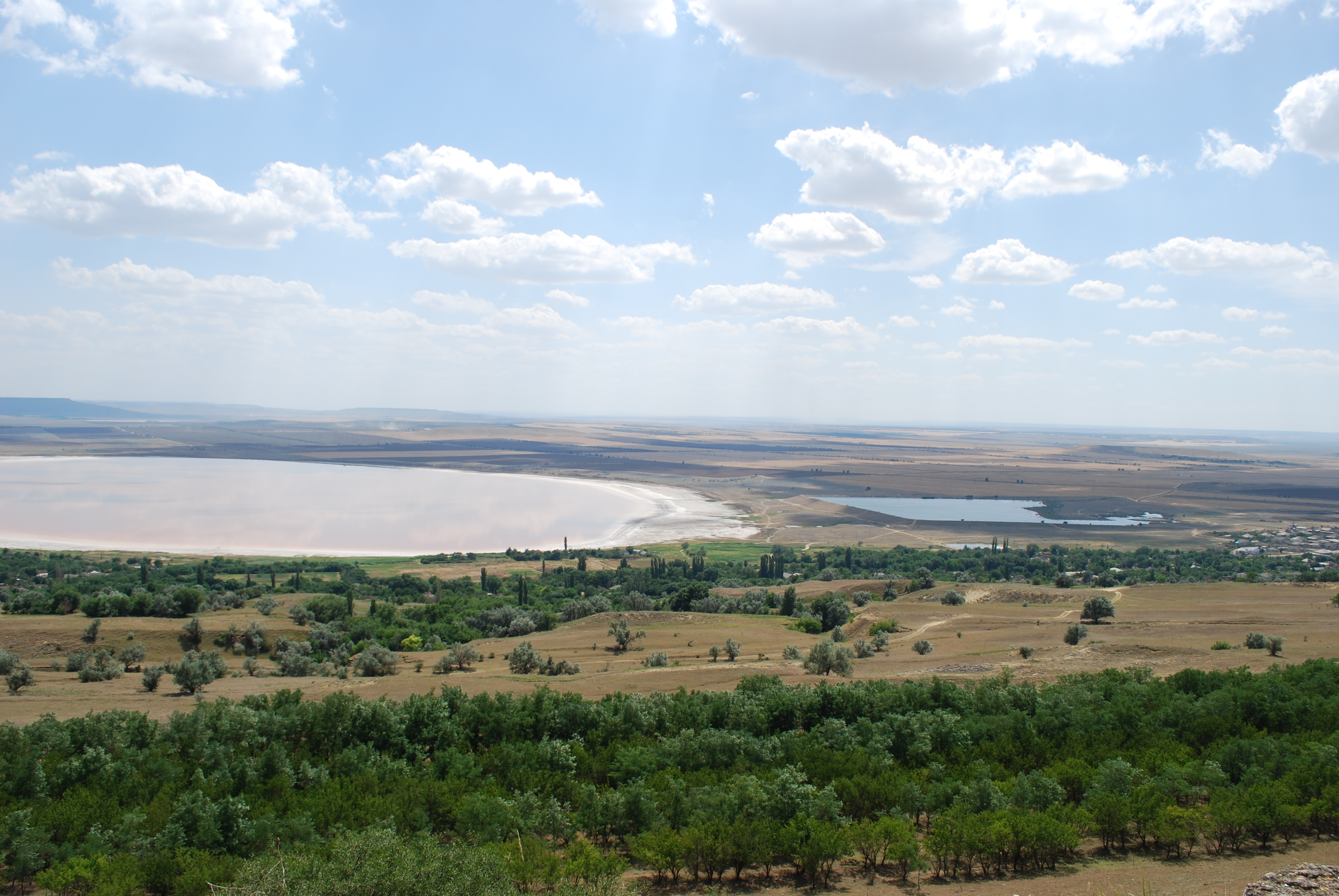
Солёное озеро вид с горы Куцай

В окрестностях города, в хуторе Солёное озеро, находится солёное озеро, богатое целебной грязью и рапой.
Часовой пояс
Город Светлоград, как и весь Ставропольский край, находится в часовой зоне, обозначаемой по международному стандарту как Moscow Time Zone (MSK). Смещение относительно UTC составляет +3:00. Местное время отличается от поясного времени на один час.
Климат
- Среднегодовая температура воздуха — 11,0 °C
- Относительная влажность воздуха — 70,4 %
- Средняя скорость ветра — 1,1 м/с

| Показатель                                                                                 | Янв. | Фев. | Март | Апр. | Май  | Июнь | Июль | Авг. | Сен. | Окт. | Нояб. | Дек. | Год  |
| ------------------------------------------------------------------------------------------ | ---- | ---- | ---- | ---- | ---- | ---- | ---- | ---- | ---- | ---- | ----- | ---- | ---- |
| Средняя температура, °C                                                                    | −1,2 | −0,9 | 3,9  | 11,5 | 16,8 | 21,0 | 24,2 | 23,3 | 17,6 | 11,0 | 4,4   | −0,3 | 11,0 |
| Источник: NASA. База данных RETScreen. www.retscreen.net. Дата обращения: 24 октября 2019. |      |      |      |      |      |      |      |      |      |      |       |      |      |

## История

### Ранняя история
Центральное предкавказье является древнейшей колыбелью народов. Одним из первых государств, созданных здесь, являлось государство скифов (VII век до н. э. — Vвек до н. э.),сарматов (III век до н. э. — III век н. э.),гуннов (IV век н. э. — V век н. э.). В дальнейшем, с 620 по 969 гг., данная территория входила в состав древнего государства, носившего название Хазарский каганат.

### Аланская торгово-пограничная крепость
Примерно в VIII веке при ослаблении влияния хазарского каганата на эти земли приходят аланы. Здесь создаётся мощная крепость, защищавшая пограничные территории, а также дававшая приют и защиту путникам, двигавшимся по Даринском пути, части Великого Шёлкового пути. Данная крепость просуществовала вплоть до X века. В дальнейшем крепость приходит в упадок, и на её месте остаётся лишь небольшое поселение, пережившее завоевание Алании Золотой Ордой и просуществовавшее вплоть до массового прихода славянского населения.

### XVIII век

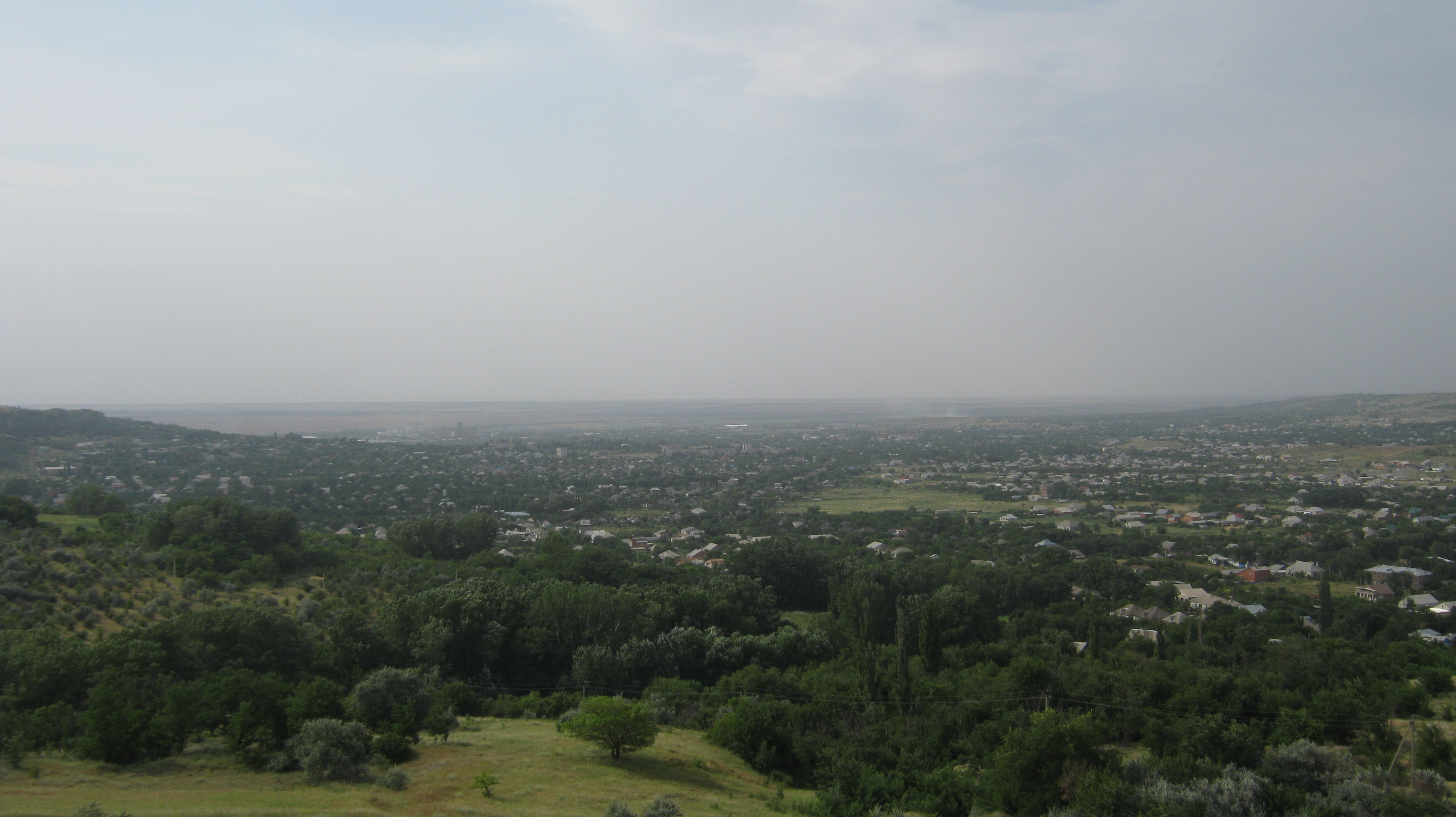
Междуречье Карамыка и Балки Кисличанской — колыбель города Светлограда. Слева гора Куцай, справа гора Бараничья

В 1766 рядом с татарским поселением основано село Петровское (первоначально хутор Петров или хутор Петра), названное по имени первопоселенца — крестьянина Петра Писаренко (по прозвищу Бурлак, которое он получил на Волге), выходца из Запорожской Сечи. Ранее в учебниках истории Ставропольского края и Северного Кавказа указывался год основания 1752—1756, и эту цифру вероятно можно считать более верной, так как при строительстве крепости Ставрополь на её строительство привлекались крестьяне из хутора Петрова. Эти данные сохранились в Ставропольском историческом архиве.
По другим данным село основано в 1786 году.
В 1789 году село Петровское вошло в состав Александровского уезда Кавказской губернии.

### XIX век
- В 1822—1837 годах село Петровское входило в состав Пятигорского округа Кавказской области, а с 1837 по 1847 год в состав Ставропольского округа Кавказской области.
- 1843 — открыта школа при церковной сторожке.
- 1849 — построена церковь, которая была освящёна в 1851 году.
- 24 марта 1857 года недалеко от села, в хуторе Шведино, упал каменный метеорит, получивший название Ставрополь.
- В 1859 году в селе насчитывалось уже 687 дворов.
- C 1864 село Петровское — центр Петровской волости Благодарненского уезда Ставропольской губернии.
- 1877 — построено большое каменное здание сельской школы на улице Бассейной.
- 1879 — старосты С. Т. Черниговский и Е. И. Колесников своим трудом и экономностью в расходовании общественной казны сберегли 15 000 руб; на эти деньги и на общественные пожертвования был открыт водопровод. Длина его составляла 7 вёрст 110 сажен[10].
- 1882 — Тыминский открыл вольную аптеку.
- 1890 — построена публичная библиотека.

### XX век
Петровское село Ставропольской губернии, Новогригорьевского уезда. Дворов 912, жителей 8996. 2 церкви. Садоводство, огородничество и чумачество. Промыслы бондарный, кузнечный, слесарный, шорный, сапожный и полстовальный. Женщины изготовляют ковры из шерсти и ветоши, ткут полотна из пеньки. Торговля хлебом, скотом, вином, кожевенным товаром; 13 лавок, 2 винных склада, 15 питейных домов, 50 ренсковых погребов, 12 водяных мельниц, заводы овчиноделательный, гончарный, кирпичный, 7 маслобоен. 2-классное училище и школа грамоты. Врач, 2 фельдшера, нотариус. В 7 верстах от села соляное озеро, вода которого и грязь со дна считаются целебными.— Энциклопедический словарь Ф.А. Брокгауза и И.А. Ефрона. — С.-Пб.: Брокгауз-Ефрон. 1890—1907.
К началу века к Петровской волости было причислено 13 хуторов:
1. Солёно-озёрский — 14 дворов с населением в 58 чел. м. п. и 65 ж. п.,
2. Ейский — 57 дворов 202 м п. и 208 ж. п.,
3. Бузиновый — 16 дворов 45 м п. и 39 ж. п.,
4. Западный — 10 дворов 29 м п. и 30 ж. п.,
5. Долгий — 64 двора 206 м п. и 137 ж. п.,
6. Кисличанский — 240 дворов 884 м п. и 836 ж. п.,
7. Шведенский — 191 дворъ 669 м п. и 657 ж. п.,
8. Кобылячий — 4 двора 18 м п. и 13 ж. п.,
9. Цуканов — 8 дворов 27 м п. и 28 ж. п.,
10. Печенежский — 10 дворов 37 м п. и 33 ж. п. и
11. Сторчаков — 6 дворов 26 м п. и 21 ж. п.
12. Хутор Тонконогов
13. Хутор Кучинский

- 1904 — открыт театр, но через год по причине дороговизны билетов и разногласий между распорядителями (интеллигенты-чиновники) и любителями (приказчики и местные жители) театр был закрыт[13].

Революция 1905—1907 годов
Основными идейными лидерами революции была семья местного аптекаря Тыминского, в частности его сын.
События тех времён хорошо отображёны в обвинительном акте, по случаю беспорядков:
Со времён созыва 1-й Государственной Думы крестьяне села Петровского начали интересоваться событиями государственной жизни в Российской империи и с этой целью читать получавшиеся в селении газеты, среди которых преобладали не только прогрессивные, как например «Северный Кавказ»,но и более крайнего направления, вроде «Голоса», «Колоса» и др. … Повышенное настроение крестьянства поддерживалось благодаря общению с партией мастеровых, строивших казённый мост через реку Калаус, … В обществе этих рабочих крестьяне проводили свободное время, пели революционные песни, сообща занимались чтением нелегальной литературы и вместе с ними слушали речи местных и приезжих агитаторов, устраивавших возле строившегося моста митинги.
… в селе Петровском стало обычным явлением хождение по улице с красным флагом, на котором появилась надпись «Земля и Воля» с пением революционных песен: «Вставай, поднимайся рабочий народ»; «Вы жертвою пали»; «Смело товарищи в ногу» и др. Видя разнузданность, бесчинства и противозаконность стремлений некоторых своих прихожан местный священник Орлов пытался отвлечь крестьян от «пагубных» заблуждений и враждебность их своим пастырским словом, но за это подвергся однажды ночью нападению буянов бросавших в его дом камни. … Около 9 часов вечера квартиру земского начальника Хитрова окружила толпа народа во главе с крестьянином Тимофеем Суховым (он же Сухотько), стала ломиться в двери и требовать к себе земского начальника для объяснений. Но Хитров признал для себя небезопасным выходить ночью к возбуждённой толпе и поспешил оставить свою квартиру.
1907—1917
- 1906 — построен каменный мост через реку Калаус, который ныне носит название Красный мост.
- 1907 — построена первая сельская гимназия в Ставропольской губернии.
- 1909 — произошло землетрясение в IV—VI баллов. После землетрясения в земле образовались трещины в 70 сажень длины и 1 аршин ширины, из которых выходили газы.
- 1912 — построена земская больница.

Февральская и Октябрьская революция, Гражданская война (1917—1920)
В 1918 году село было занято Красным отрядом П. М. Ипатова и И. Р. Апанасенко.
11 ноября 1918 село было захвачено Белой армией, сюда перенёс свой штаб генерал барон Врангель. В районе села шли ожесточённые бои. Именно здесь, за бои под селом Петровским, Врангель был возведён в звание генерал-лейтенанта. 21 декабря для ознакомления с ходом боевых действий в село прибыл генерал Деникин, сопровождавший представителей антанты: английской — генерал Пулль, и французской — капитан Фуккэ. После успешного освобождения 4 января 1919 г. Святого Креста, штаб был перенесён сначала в Старомарьевку, а затем в Минеральные воды.
Также Белой армией для взятия города применялись бронепоезда. Так, например, бронепоезд «Вперёд за Родину» использовался с 13 по 16 ноября 1918 года.
Первые десятилетия советской власти (1920—1941)
В 1920-е годы, после окончания Гражданской войны, началось мирное строительство. Вот что писали об этом времени газеты:

В Петровском приступили к общественной распашке 200 десятин. Для семей красноармейцев и бедняцкого населения смолото 300 пудов зерна.— Газета «Власть Советов» от 28 сентября 1920 г. 
В 1921 году село настигла засуха, отчего в Благодарненском уезде погибло до 98 % посевов, резко сократилось поголовье скота. В помощь голодающим в ноябре 1921 г. в фонд уездной комиссии поступило 150 тыс. руб., 110 пудов муки и 50 пудов овощей. В таких крайне сложных условиях первых послевоенных лет рождались новые формы организации производства. В декабре 1920 г. была организована земледельческая артель «Свет», затем коммуны «III Интернационал», «Заря» и др. Артели и товарищества получили семена, землю, сельхоз-инвентарь, а в 1924 г. — 18 тракторов «Fordson». В годы НЭПа развивалось кооперативное движение, создано интегральное общество, в которое входило 1243 чел. Потребительское общество обслуживало два села: Петровское и Шведино.
В 1922 году в селе были созданы сельскохозяйственные товарищества «Культ Плуг» и «Прямой Путь», мелиоративное товарищество «Черниговская». В 1924 году образовались машинное товарищество «Крестьянский Интернационал», животноводческое товарищество «Скотовод», садово-огородническое товарищество «Пиногри», женская артель им. К. Цеткин.
Усилиями крестьянских комитетов в Петровском были открыты Дома крестьянина, профсоюзные организации отремонтировали рабоче-крестьянский клуб «Октябрь», начал работать первый в районе кинотеатр.
C 1924 года село становится центром вновь образованного на территориях Ставропольского и Благодарненского уездов — Петровского района Северо-Кавказского края, а в 1928 с открытием ветки Петровское село — Благодарный село стало железнодорожным узлом.
В январе 1930 г. началась коллективизация крестьянских хозяйств. Её проведение форсировалось мерами принуждения. Районный съезд крестьян в феврале 1930 г. вынес решение: «Окончательно уничтожить кулачество как класс». Началось раскулачивание зажиточных крестьян, а также хозяев среднего достатка и их выселение в Апанасенковский район.
В период коллективизации в Петровском организовали пять колхозов: «Красный Октябрь», «2-я пятилетка», имени Апанасенко, «Колос», имени Тельмана, имени Коминтерна, а также одну из первых в округе МТС. Активную роль в их создании сыграли прибывшие сюда 35 рабочих-двадцатипятитысячников.
В 1931 году была разрушена церковь, а в середине 1930-х гг. в Петровском работали 2 средние и 13 начальных школ. Все дети школьного возраста сели за парты. Были открыты педагогическое училище, кинотеатр, клуб железнодорожников, 5 библиотек.
Великая Отечественная война (1941—1945)
С 3 августа 1942 года село Петровское было оккупировано немецкими войсками.
Заранее, за два дня до бомбёжки, которая продолжалась около двух дней, над селом на больших высотах кружил немецкий самолёт-разведчик Fw 189, в простонародье «Рама». Основные удары немцы нанесли по зданию Госсортфонда, железнодорожной станции и элеватору.

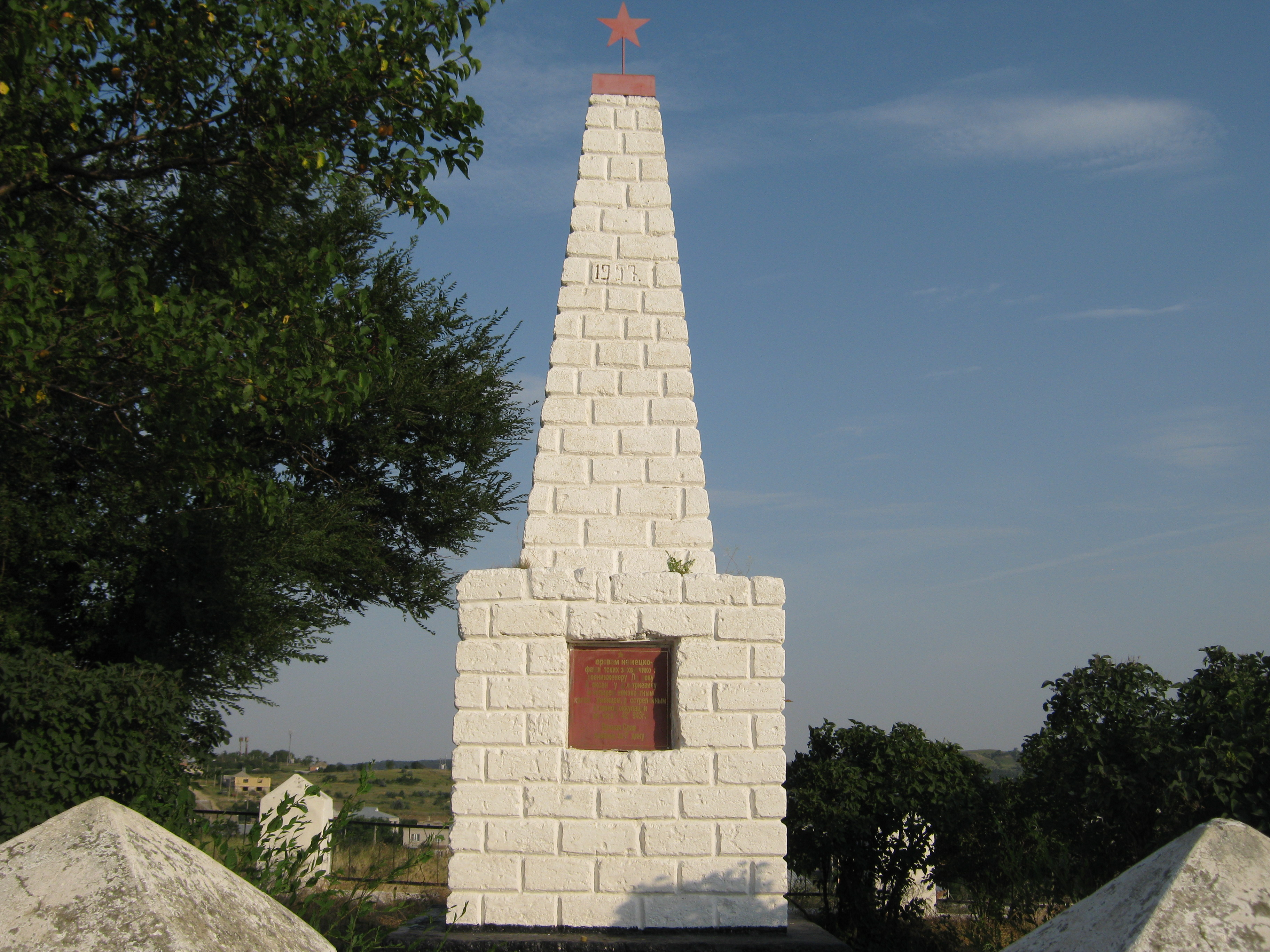
Памятник военинженеру

При отступлении наши сапёры взорвали Красный мост через Калаус, поэтому немцам, двигавшимся по направлению от села Благодатного, пришлось в срочном порядке восстанавливать мост. Мост восстановили в кратчайшие сроки из подручных материалов, найденных на складах элеватора. Поздно вечером в село вошла танковая колонна. Танки расположились на улицах от самого Красного моста до Торговой площади. Техника стояла и на самой площади, а также на Почтовой и Торговой улицах. Вскоре, разбив технику на две группы, её отправили по направлению Гофицкое — Прикумск и Ипатово — Элиста.
4 августа во всех людных местах было размещено распоряжение коменданта Отто Шульца, предписывающее всем жителям сдать огнестрельное оружие, а молодым людям и лицам еврейской национальности явиться для регистрации.
Немцы решили обустроить здесь мощный узел обороны. В селе были расквартированы окружной штаб немецкой армии, комендатура, полицейская управа. В селе был объявлен комендантский час, вся молодёжь, дабы избежать отправки на работу в Германию, пряталась в глухих окрестных хуторах. В связи с этим, немцы постоянно проводили облавы. С помощью таких облав им удалось собрать и отправить в Германию четыре вагона молодёжи. За первую неделю собрали около 200 евреев. Их расположили в окружённой колючей проволокой церковной ограде. Во время немецкой оккупации здесь располагался концлагерь, в нём было уничтожено 910 человек. Так же здесь действовал отряд петровских партизан «Гавриил».
Через полгода, 19 января 1943 года Петровское было освобождено 44 армией. Об этом времени напоминает немало городских памятников, в частности, мемориальный комплекс памяти «Вечный огонь», установленный 5 ноября 1969 года.
Послевоенные годы

Светлоград (до 1965 — с. Петровское), город, центр Петровского района Ставропольского края РСФСР. Расположен на р. Калаус (приток Восточного Маныча), в 85 км к С.-В. от Ставрополя. Ж.-д. станция на линии Кавказская — Элиста, от С. ветка (68 км) к г. Благодарный. 34 тыс. жителей (1975). Текстильно-галантерейная фабрика, мясо-птице- и пище-комбинаты, маслосыродельный, винный заводы, производство стройматериалов; предприятия ж.-д. транспорта. Педагогическое и культурно-просветительское училища.— Большая советская энциклопедия.
В 1953 построено Петровское училище механизации сельского хозяйства.
9 октября 1965 года селу присвоен статус города районного подчинения и название Светлоград.
На 1 марта 1966 года в состав Светлоградского горсовета входили 2 хутора: Носачёв и Солёное Озеро:28.
В 2007 недалеко от места расположения прежней разрушенной была отстроена церковь.
До 1 мая 2017 года город был административным центром упразднённого городского поселения город Светлоград.

## Население
| 1789    | 1802    | 1812    | 1819    | 1897    | 1903    | 1911    | 1925    | 1926    | 1939    |
| ------- | ------- | ------- | ------- | ------- | ------- | ------- | ------- | ------- | ------- |
| 118     | ↗986    | ↘740    | ↗1053   | ↗7090   | ↗8403   | ↗15 350 | ↘14 350 | ↗14 734 | ↗17 988 |
| 1959    | 1967    | 1970    | 1979    | 1989    | 1992    | 1996    | 1998    | 2000    | 2001    |
| ↗24 256 | ↗28 000 | ↗30 932 | ↗33 612 | ↗37 213 | ↗38 300 | ↗39 900 | ↗40 200 | ↗40 400 | →40 400 |
| 2003    | 2005    | 2006    | 2007    | 2008    | 2009    | 2010    | 2011    | 2012    | 2013    |
| ↘39 400 | ↗39 500 | →39 500 | ↘39 400 | ↗39 500 | ↘39 411 | ↘38 520 | ↘38 496 | ↗38 559 | ↘38 323 |
| 2014    | 2015    | 2016    | 2017    | 2018    | 2019    | 2020    | 2021    | 2023    | 2024    |
| ↘38 099 | ↘37 819 | ↘37 515 | ↘36 935 | ↘36 358 | ↘35 745 | ↘35 356 | ↗35 703 | ↘35 196 | ↘34 814 |
| 2025    |         |         |         |         |         |         |         |         |         |
| ↘34 406 |         |         |         |         |         |         |         |         |         |

На 1 января 2025 года по численности населения город находился на 441-м месте из 1124 городов Российской Федерации.
Гендерный состав
По итогам переписи населения 2010 года проживали 18 103 мужчины (45,78 %) и 21 442 женщины (54,22 %).
Национальный состав
По итогам переписи населения 2010 года проживали следующие национальности (национальности менее 1 %, см. в сноске к строке «Другие»):
| Национальность | Численность | Процент |
| -------------- | ----------- | ------- |
| Русские        | 37 225      | 94,13   |
| Армяне         | 438         | 1,11    |
| Другие         | 1882        | 4,76    |
| Итого          | 39 545      | 100,00  |

По итогам переписи населения 2020 года проживали следующие национальности (национальности менее 1 % и другое, см. в сноске к строке «Другие»):
| Национальность | Численность, чел. | Доля     |
| -------------- | ----------------- | -------- |
| Русские        | 33 601            | 94,11 %  |
| Цыгане         | 387               | 1,08 %   |
| Другие         | 1715              | 4,80 %   |
| Итого          | 35 703            | 100,00 % |

## Образование

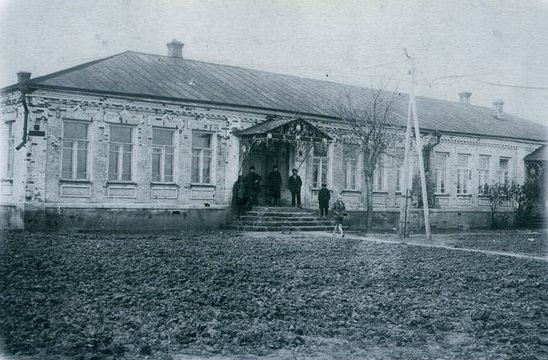
Гимназия (1908 год)

Первым учебным заведением города можно считать организованное при церкви школу действовавшую с 1850 года. Обучал детей местный дьякон.
C 1879 в селе на улице Бассейной открылось Петровское народное одноклассное училище.
В 1895 году открывается второе Петровское одноклассное училище.

В 1907 году в селе открывается одна из первых в Благодарненском уезде гимназий. Основана она была на добровольные пожертвования прогрессивной общественности села по инициативе врача Киселёва Василия Ивановича. Первый выпуск гимназии № 1 сделан в 1917 году — 13 человек. Первыми учителями были Пивоварчук В. М., учительница русского языка и литературы, и Пивоварчук М. К., учитель математики.
С 1930 по 1941 в городе действовало железнодорожное училище ФЗУ.
В 1953 году открывается Петровское училище механизации сельского хозяйства, а в 1964 году Светлоградское педагогическое училище, существующие и поныне.
Дошкольное образование
- Детский сад № 1 «Колобок»[58]
- Детский сад № 3 «Одуванчик»[59]. Открыт 12 апреля 1961 года[60]
- Детский сад № 4 «Ромашка». Открыт 2 января 1972 года[61]
- Детский сад № 8 «Малютка»[62]
- Детский сад № 10 «Берёзка». Открыт 10 января 1987 года[63]
- Детский сад № 24 «Полянка». Открыт 5 июля 1996 года[60]
- Детский сад № 26 «Солнышко». Открыт 15 октября 1956 года[60]
- Детский сад № 33 «Алёнка»[64]
- Детский сад № 34 «Золотой ключик»[65]
- Детский сад № 35 «Теремок»[66]
- Детский сад № 36 «Ласточка»[67]
- Детский сад № 38 «Колокольчик»[68]
- Детский сад № 40 «Улыбка»
- Детский сад № 47 «Радуга»[69][70]

Общее и дополнительное образование

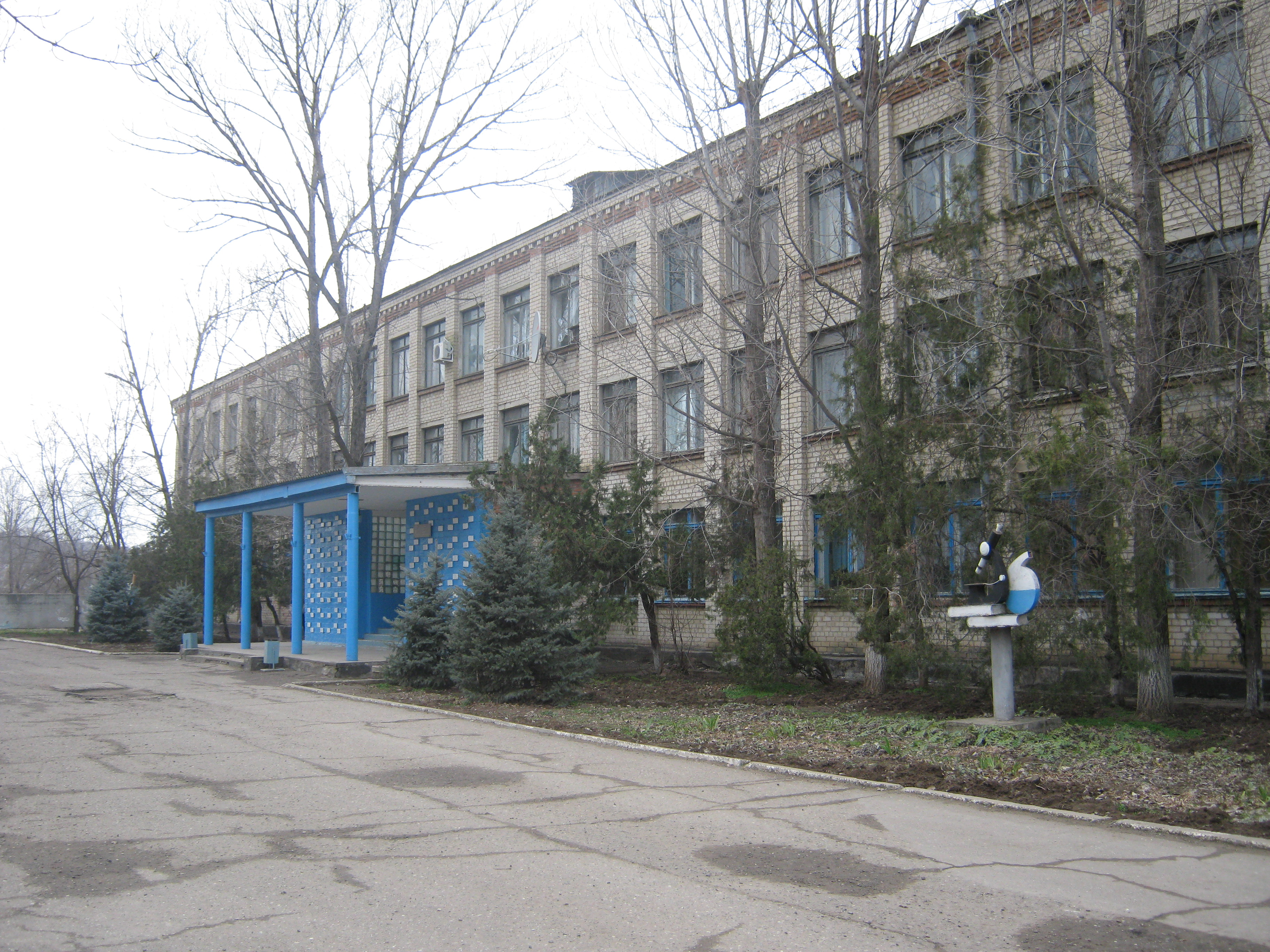
Гимназия № 1 современное здание.

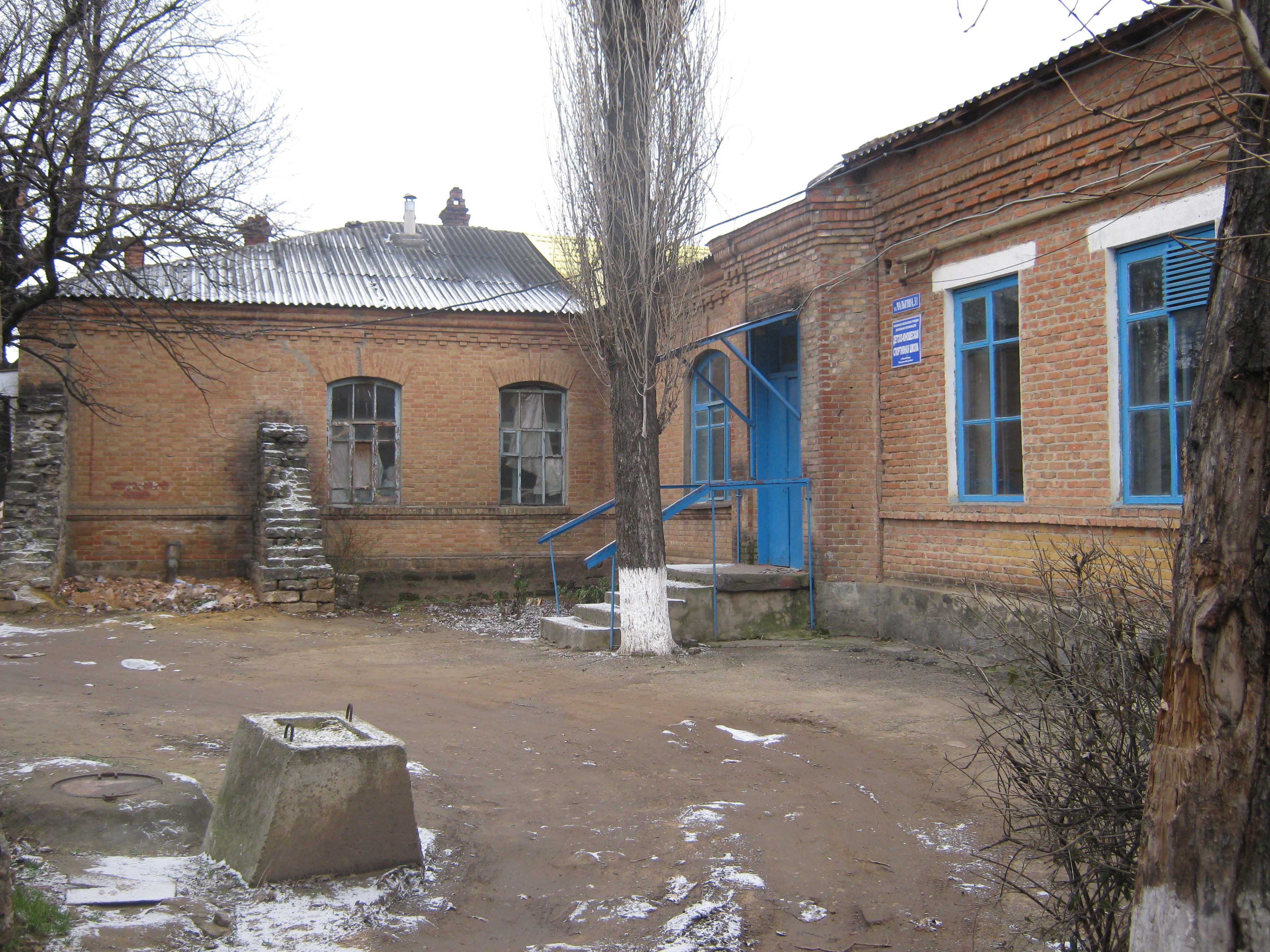
Здание ДСЮШ на улице Малыгина 31, одно из немногих зданий дореволюционной постройки. В здании до революции располагалась школа (зима 2011)

- Гимназия № 1 имени Романа Стефановича Николаенко[71]
- Средняя общеобразовательная школа № 2[72]. Основана 21 января 1971 года[60]
- Лицей № 3[73] (микрорайон Черёмушки)
- Средняя общеобразовательная школа № 4[74]
- Средняя общеобразовательная школа № 5[75] (микрорайон Бузиновое)
- Филиал школы № 5 (хутор Солёное Озеро)
- Средняя общеобразовательная школа № 7[76] (микрорайон КислИчее)
- Дом детского творчества[77]
- Центр детского юношеского технического творчества[78]
- Детский экологический центр[79]
- Детская художественная школа[80]
- Детская музыкальная школа[81]. Открыта 3 июня 1960 года[82]
- Детско-юношеская спортивная школа[83]
- Детский дом (смешанный) № 25[84]
- Специальная (коррекционная) общеобразовательная школа-интернат № 17 VIII вида[85]
- Социально-реабилитационный центр для несовершеннолетних[86]

Среднее специальное образование
- Светлоградский многопрофильный колледж
- Светлоградский педагогический колледж[87]
- Светлоградский региональный сельскохозяйственный колледж[88]
- Филиал ставропольского кооперативного техникума экономики, коммерции и права.

Высшее образование
- Филиал Ставропольского государственного университета
- Филиал Современной гуманитарной академии

## Здравоохранение и социальная сфера
- Центральная районная больница[89]
- Противотуберкулёзный диспансер[90]
- Склад № 1 Краевого медицинского центра мобрезервов «Резерв»[91]
- Дом-интернат для престарелых и инвалидов[92]

## Культура и искусство
Культура

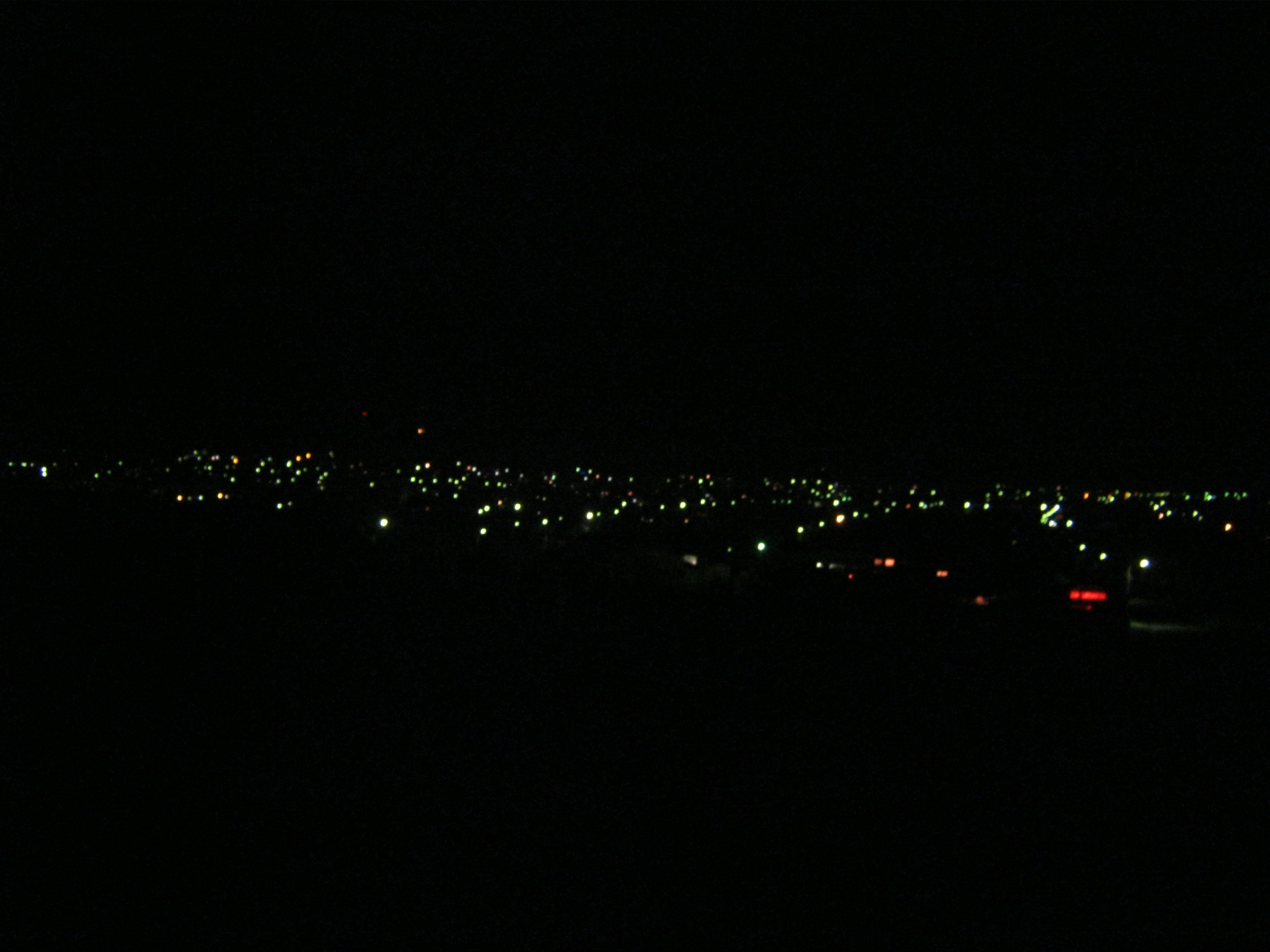
Вид на город Светлоград в ночное время с кольца микрорайона Горка (зима 2011)

- Светлоградский краеведческий музей имени И. М. Солодилова[93][94]. Основан 1 декабря 1978 года как общественный музей революционной и боевой славы[95]
- Петровская центральная районная библиотека[96]. Открыта 2 декабря 1911 года как изба-читальня[97]
- Городская детская библиотека. Открыта 28 октября 1972 года[98]
- Кинотеатр «Дружба»
- Центр культуры и отдыха[99]. Открыт 7 ноября 1960 года[100]
- Центральный Дом культуры[101]. Открыт 23 октября	1975 года[8]
- ДК х. Солёное Озеро
- ДК Бузиновое
- ДК Кисличее

Искусство
В городе действуют несколько рок-групп и народный ансамбль песни и танца им. Михаила Севрюкова «Нива золотая» (образован 27 мая 1957 года).
Скверы и парки

Сквер имени Гайдара
Мемориальный комплекс "Война и дети…" в Сквере победы
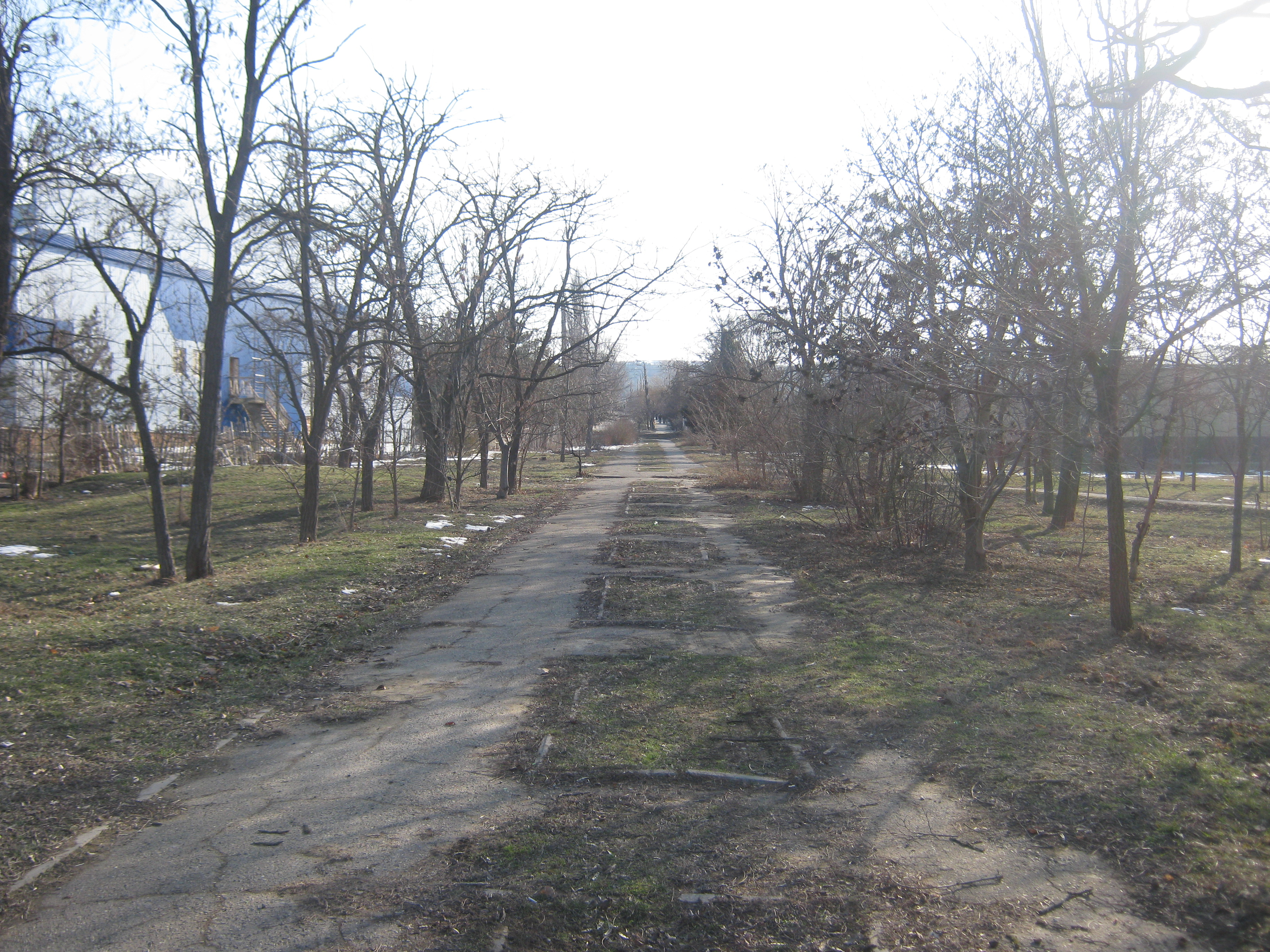
Черёмушенский сквер
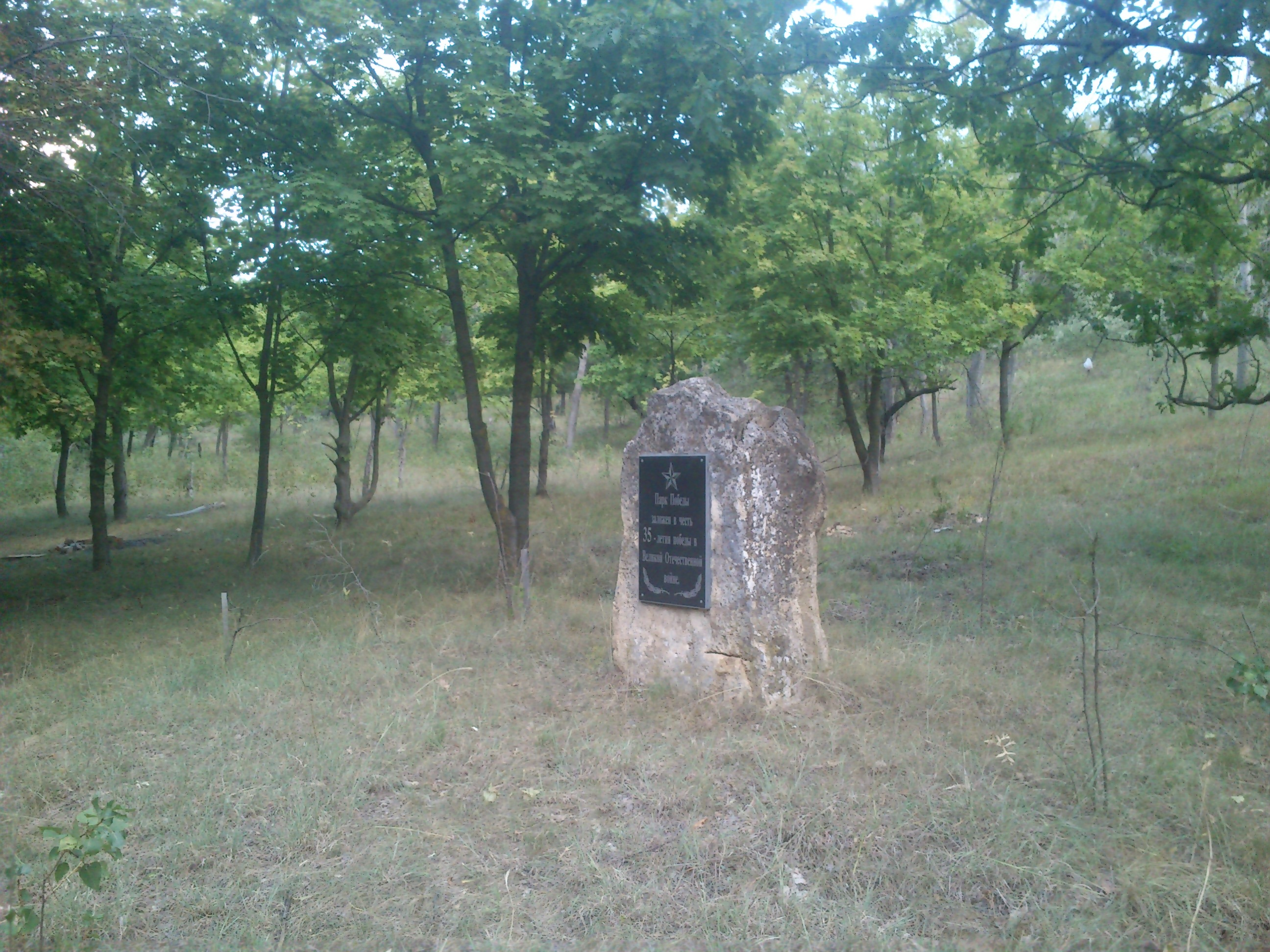
Памятный знак на месте закладки Парка Победы в городе Светлограде

Парковые зоны практически не развиты в городе, что негативно влияет и на всю развлекательную индустрию в целом.
Парк Победы на горе Куцай
Площадь 90 га. Один из самых необлагороженных в городе. Парк был разбит на горе Куцай в 1980 году, в ознаменование 35 годовщины победы, но второе рождение он обретает только сегодня. О существовании данного парка местные власти вспомнили только в последние годы: так 15.04.2010 в парке была заложена памятная аллея и установлена памятная плита в честь 65-й годовщины Победы над фашистской Германией. На данной аллее состоялась подсадка деревьев клёна, дуба и туи.
Сквер имени А. П. Гайдара
Площадь около 1,5 га. Центральный в городе. В нём расположен один из двух фонтанов города, а также парк аттракционов. Открыт 31 мая 1969 года
Сквер Победы
Площадь около 2 га. Заложен в 1970-х годах на территории колхоза Победа, в комплексе с площадью 60 лет Октября, домом культуры, гостиницей и универмагом. В данный момент сквер украшает монумент на тему Великой Отечественной войны.
Сквер микрорайона Черёмушки
Площадь около 2,5 га. Сквер закладывался в 1970—1980 годах рядом с отстроенным микрорайоном Черёмушки. В сквере находились летний кинотеатр и колесо обозрения. На данный момент данные сооружения не работают. Колесо обозрения было разобрано в 1990-е годы и утилизировано на металлолом, а летний кинотеатр продан частным лицам.

## Предпосылки создания курортной зоны
В 2006 году Пятигорским научно-исследовательским институтом курортологии и физиотерапии были проведены исследования грязи и рапы Солёного озера, подтвердившие их целебные свойства. С их помощью можно лечить заболевания кожи, суставов и органов дыхания. Использование кумысолечения в сочетании с конными прогулками также могли бы увеличить количество излечиваемых заболеваний и повысить популярность озера как курорта.
В связи с этим Администрация района утвердила районную целевую программу развития инфраструктуры туризма и курортов с перспективой строительства санатория.
Депутаты комитета Думы Ставропольского края по природопользованию, экологии, курортно-туристической деятельности при посещении Солёного озера 12 апреля 2011 года, также заявили о программе создания курорта.
Наряду с этим в городе расположен гостинично-развлекательный комплекс «Швейцария».
Экологические проблемы Солёного озера
Солёное озеро питают 7 родников, выходящих из склонов горы Куцай; в связи с активным забором воды из этих родников, озеро высыхает. Если срочно не предпринять меры, то эта уникальная природная лечебница может исчезнуть.

## Экономика
Промышленность в целом направлена на производство продуктов питания и строительных материалов.
Машиностроение и металлообработка
- Предприятие «Светлоградагромаш»
- РТП «Петровское».

Лёгкая промышленность
- Предприятие «Гарант — Плюс»
- Светлоградская бумажная фабрика

Пищевая промышленность
- Компания «Петровские Нивы»[108][109]
- Компания «Корона Ставрополья»[109][110]
- Предприятие «Класко»
- Светлоградский элеватор
- Мясокомбинат «Светлоградский»
- Предприятие «НД-Техник»
- Предприятие «Пищевик»
- Птицекомбинат. Упоминается в 1947 году[111]

Промышленность стройматериалов
- ДСК «ГРАС-Светлоград»[112]
- Предприятие «Югстройсервис»
- Предприятие «Импульс»
- Предприятие «Светлоградстройсервис»
- Светлоградский карьер

Сельское хозяйство
- Предприятие «Калаусское»
- Агрофирма «Победа». Открыта 15 сентября 1951 года как колхоз «Победа»[60]
- Предприятие «Колос»
- Рыбколхоз «Зеркальные пруды»

Предприятия транспорта и связи
- Светлоградское АТП
- АТП «Петровское»
- Локомотивное депо «Светлоград»
- Центральный узел электросвязи г. Светлограда (ЛТУ)
- Петровский почтамт

Закрытые предприятия
- Филиал завод «Изумруд»

## Военные объекты
- с 1960 года в 12 км северо западнее города действует аэродром Светлоград, на котором до 1990 года проводили полёты курсанты СВВАУЛШ[113][114].
- До 2008 года в городе дислоцировалась военная часть Радиотехнических войск ВВС РФ[115].
- В городе действует Светлоградское станичное казачье общество — часть центрального районного казачьго общества[116].

## Физкультура и спорт
- Городской стадион[117]

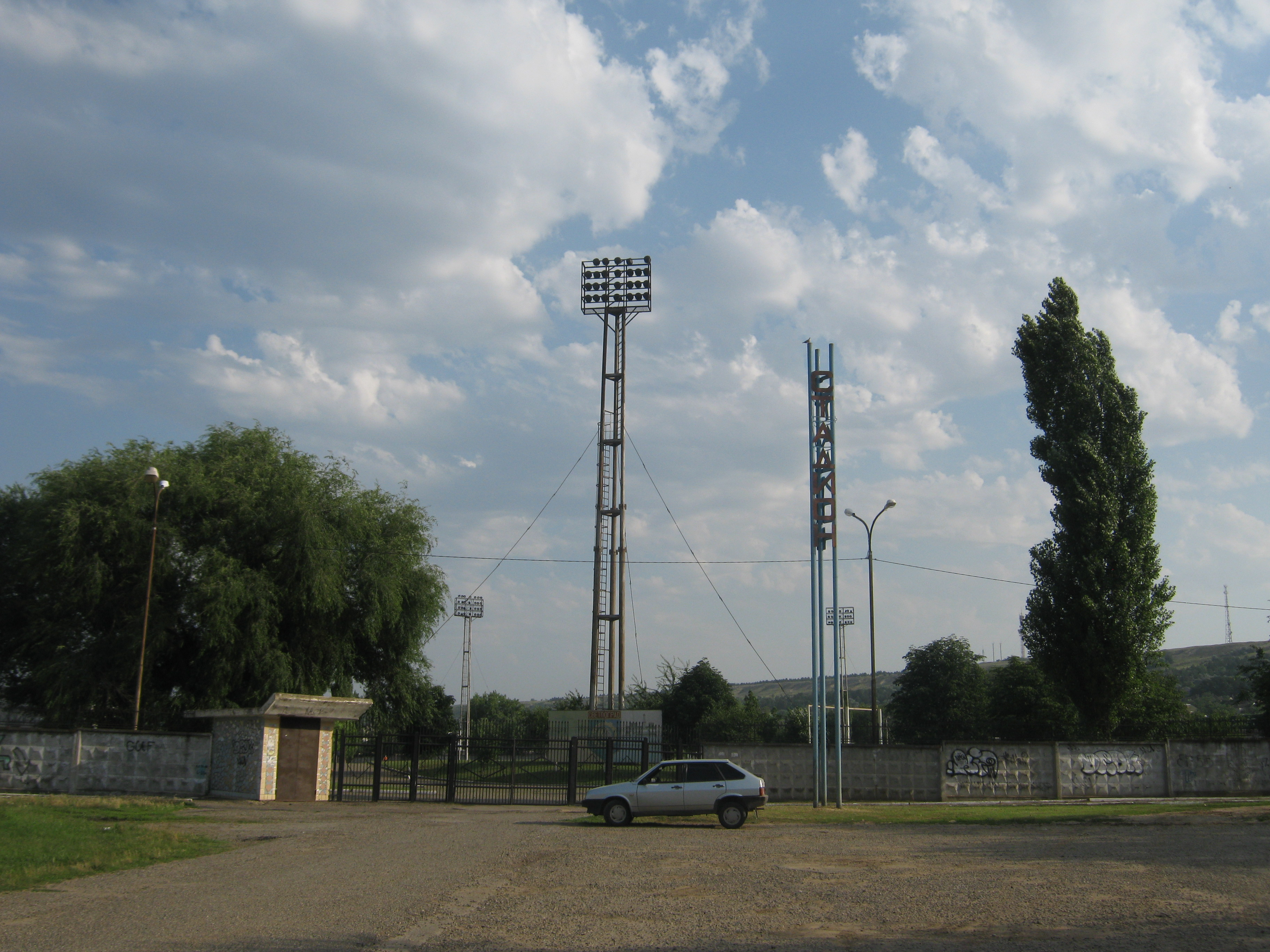
Городской стадион

- Физкультурно - оздоровительный комплекс "Победа"[118]. В течение длительного времени был долгостроем; торжественное открытие состоялось лишь в 2009 году[119].

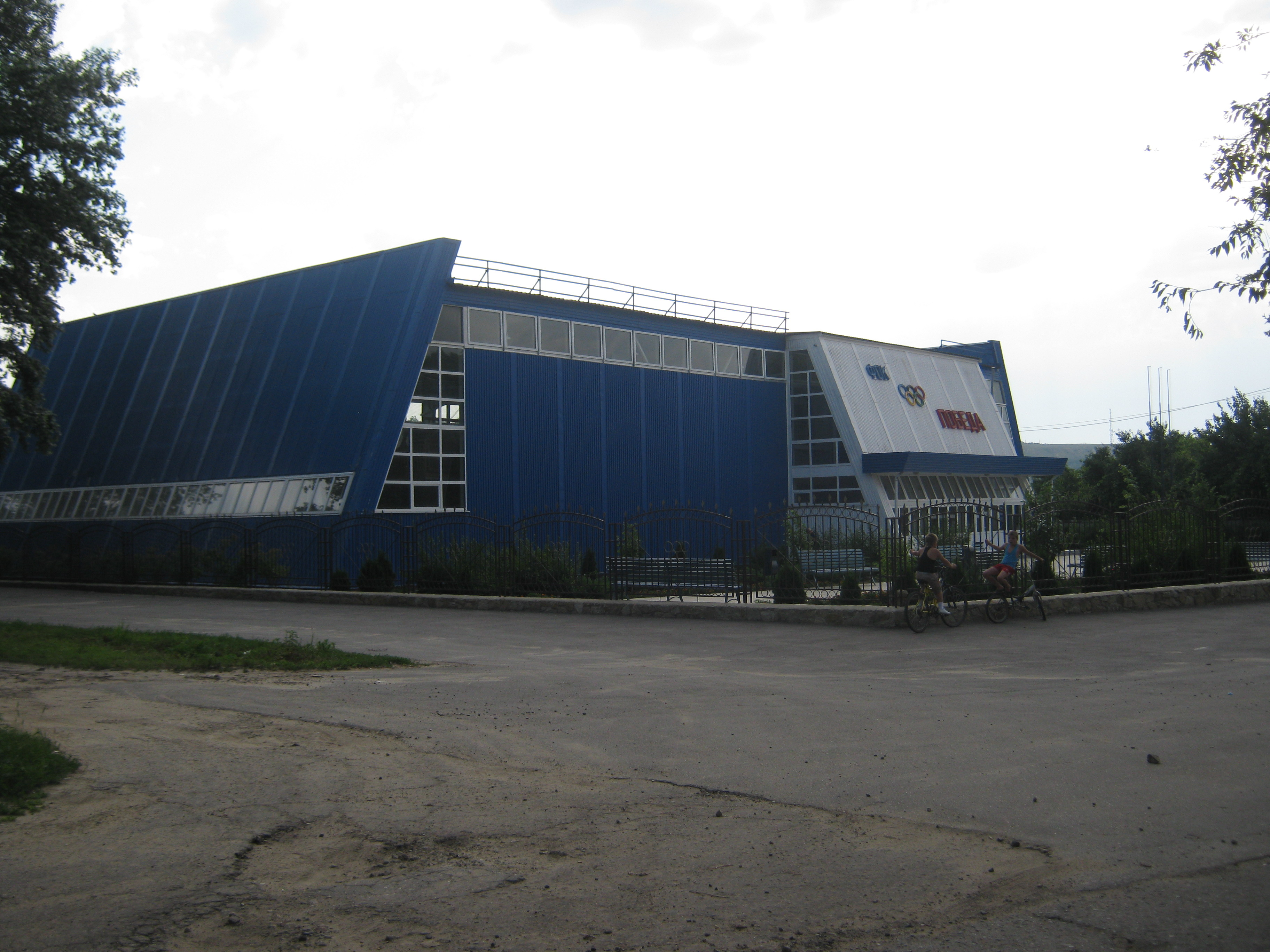
Физкультурно-оздоровительный комплекс «Победа» в микрорайоне Победа

В Светлограде весьма развит как любительский, так и профессиональный спорт. Существуют городские футбольные команды «Ударник» и «Корона Ставрополья».

## Связь
Телефонная компания
В городе работает Ростелеком.
Операторы сотовой связи
- Билайн (GSM, 3G, LTE)
- МТС (GSM, 3G, LTE)
- Мегафон (GSM, 3G, LTE)

## СМИ
Пресса
- Петровские вести[121]
- Петровская правда
- Деловое предложение

Принимаются федеральные радиостанции и телеканалы.

## Транспорт
Железнодорожная станция Светлоград СКЖД и аэродром Светлоград.
Городской транспорт
В городе действует 12 автобусных маршрутов, охватывающих все районы города.
| №  | Маршрут                                                                           |
| -- | --------------------------------------------------------------------------------- |
| 1  | Автостанция — Долгое                                                              |
| 2  | Автостанция — Кисличее                                                            |
| 3  | Автостанция — Соленое Озеро                                                       |
| 4  | Автостанция — Садовая — Военный городок                                           |
| 6  | Автостанция - Тутиновая - Коминтерна - Педколедж -Черемушки - Детская поликлиника |
| 7  | Ж/Д вокзал — Автостанция - Больница- Автостанция                                  |
| 8  | Автостанция — Сельхозколледж - Урожайная - Больница                               |
| 9  | Автостанция — Больница - Горка - Сельхозколледж                                   |
| 11 | Автостанция — Высотная                                                            |
| 12 | Бузиновое - Автостанция — Больница - Автостанция                                  |
| 14 | Военный городок - Автостанция — Сельхозколледж - Автостанция                      |
| 15 | Автостанция — Бузиновое                                                           |
| 16 | Автостанция - Тутиновая - Больница                                                |
| 17 | Автостанция — Кисличее - Больница                                                 |
| 18 | Автостанция — Носачев; Сельхозколледж - Урожайная - Больница - Автостанция        |
| 21 | Автостанция — Урожайная- Больница - Победа - Черемушки - Автостанция              |
| 22 | Автостанция — Победа - Кисличее - пер. Пионерский - Урожайная - Сельхозколледж    |
| 25 | Автостанция — Черемушки (ул. Спортивная) -Автостанция - Новый Автовокзал          |

Автомобильный транспорт
Ещё в древности мимо города проходил Даринский путь — часть Великого шёлкового пути, поэтому с самого начала своего существования город находился на пересечении основных торговых путей, с юга на север и с запада на восток, что позволяло ему динамично развиваться. Издавна на весь край была известна Петровская ярмарка, на которую съезжались со всех уголков края.
Сейчас город находится на федеральной трассе Р216 (Ставрополь — Элиста — Астрахань) и Р266 (Светлоград - Благодарный - Будённовск).
С 2004—2007 гг. введена в строй развязка и объездная дорога вокруг города.
19.01.2011 на улицах города установили 6 видеокамер, по расчётам это должно повысить безопасность на дорогах.
Железнодорожный транспорт
В 1916 году была построена ветка однопутной железной дороги Ставрополь—Петровское—Винодельное обществом Армавир-Туапсинской железной дороги, как часть единой дороги Винодельное—Ставрополь—Туапсе, появляется железнодорожная станция Светлоград (до 1965 Петровское).
После ввода в 1928 году участка Петровское—Благодарное село стало железнодорожным узлом. Во время войны железнодорожный мост в городе реконструировали немецкие войска.
Сейчас через город осуществляется как пассажирские так и транспортные грузопотоки, через него проходит поезд № 953/954 Элиста — Ставрополь.
В перспективе с реализацией в период 2016—2030 годы «Стратегии развития транспортного комплекса Ставропольского края до 2030 года» планируется строительство новой линии Волгоград — Элиста. В связи с чем, будут проведены мероприятия по модернизации и реконструкции железнодорожных линий: Элиста—Светлоград—Ставрополь—Кавказская и Светлоград—Будённовск—Георгиевск, а также строительство новой линии Будённовск—Нефтекумск—Кизляр. В 2012 планировалось запустить 3 пригородных маршрута: Ставрополь—Светлоград, Ставрополь—Дивное, Ставрополь—Будённовск.

## Религия
Русская православная церковь
- Храм Николая ЧудотворцаХрам Николая Чудотворца (зима 2012);

Храм Николая Чудотворца (зима 2012)

- Храма Покрова Пресвятой Богородицы;
- Храм апостолов Петра и Павла[126].

Церковь адвентистов седьмого дня
- Община (ул. Громова, д. 71.)[127]

Евангельские христиане-баптисты
- Церковь (ул. Малыгина д. 80.)[128]

Свидетели Иеговы
- Община (ул. Упорная, д. 75)[129]

## Кладбища
- Кладбище № 1 (Гражданское кладбище № 1)(пересечение ул. Николаенко и ул. Шевченко) — общественное закрытое. Площадь участка 75 195 м².
- Кладбище № 2 (пр. Генерала Воробьёва, 27а) — общественное открытое. Площадь участка 327 997 м²[130].

## Люди, связанные с городом
- Харченко, Павел Иванович (1903, село Петровское — 1971) — Герой Советского Союза[131]
- Бобенко Павел Макарович (8.02.1915, с. Петровское Благодарненского уезда — 25.12.1981, г. Светлоград Петровского района), Герой Социалистического труда[82]
- Воробьёв, Виктор Васильевич (1948—1995) — генерал-майор милиции, сотрудник советских и российских правоохранительных органов, долгое время возглавлявший РОВД Петровского района, участник боевых действий в Чеченской Республике[132]
- Иванникова Милания Фёдотовна (1937) — бывший оператор плетельных машин Светлоградской текстильно-галантерейной фабрики, награждена орденом Трудового Красного Знамени[63]
- Моисеенко Василий Степанович (1932) — бывший механик колхоза «Колос», награждён орденом Трудового Красного Знамени[63]
- Титаренко Василий Фёдорович (9.01.1905, с. Петровское Северо-Кавказского края — 1998, Светлоград), Герой Социалистического труда[82]
- Чёрная Лидия Ивановна (1937) — бывшая оператор плетельных машин Светлоградской текстильно-галантерейной фабрики, награждена орденом Трудового Красного Знамени[63]

## Улицы
На сегодняшний день в городе более 200 улиц, 4 площади и один проспект. Старейшая улица в городе считается Калаусская, она начала застраиваться с середины XVIII века. Список улиц представлен в. Центральная площадь города — 50 лет Октября, в дореволюционное время называлась Ярмарочной. На ней расположена администрация города и района, ЦУМ, районный Дом Культуры, гостиница "Светлоград" и собор. Остальные площади носят названия: Выставочная, Привокзальная и 60 лет октября.
Единственный проспект города носит имя Генерала Воробьёва.

## В искусстве

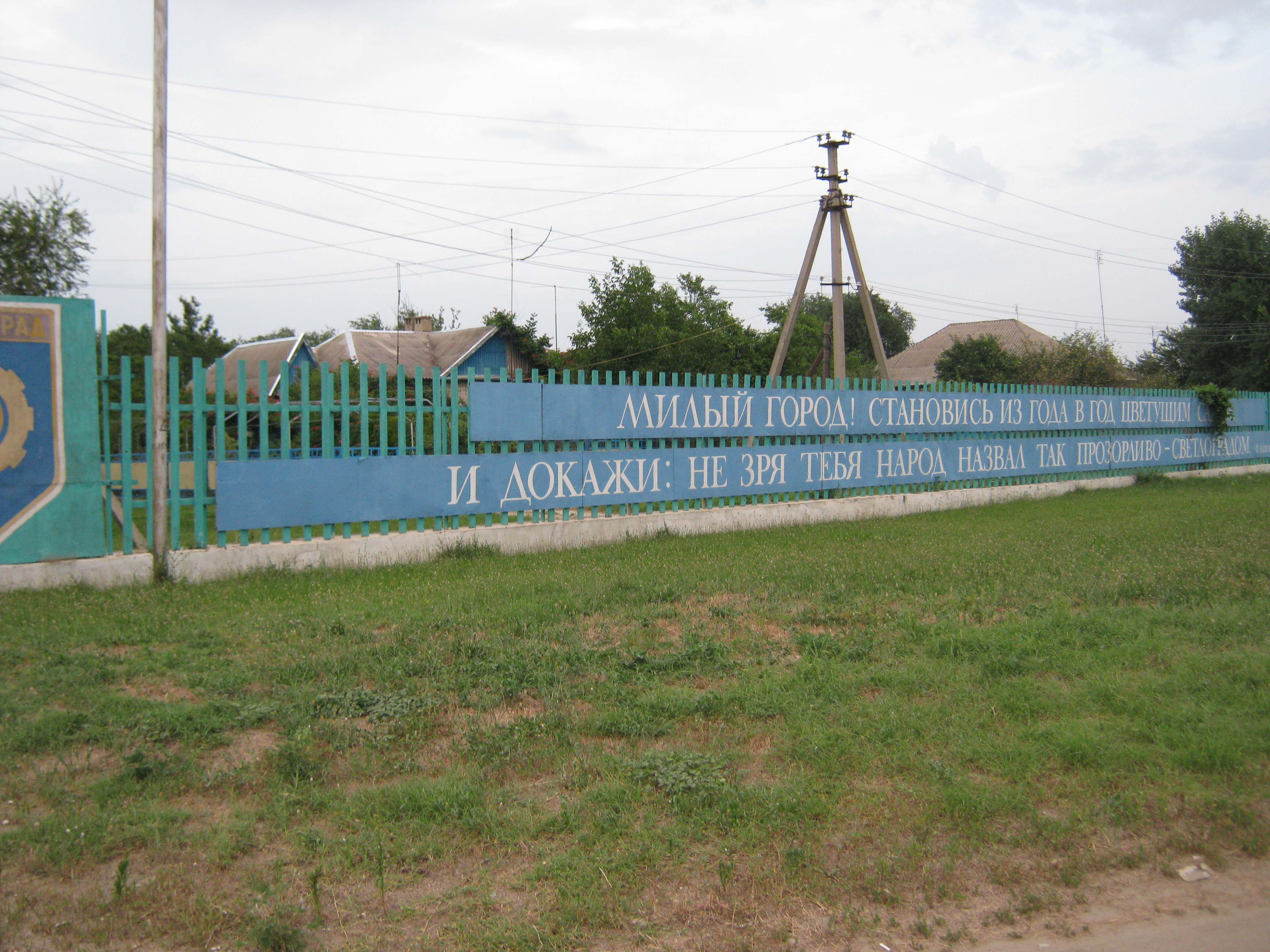
Строки Фазу Алиевой

- Фазу Алиева при посещении города написала о нём стихотворение.
- В окрестностях города проходили съёмки фильма «Белый песок».

## Города-побратимы

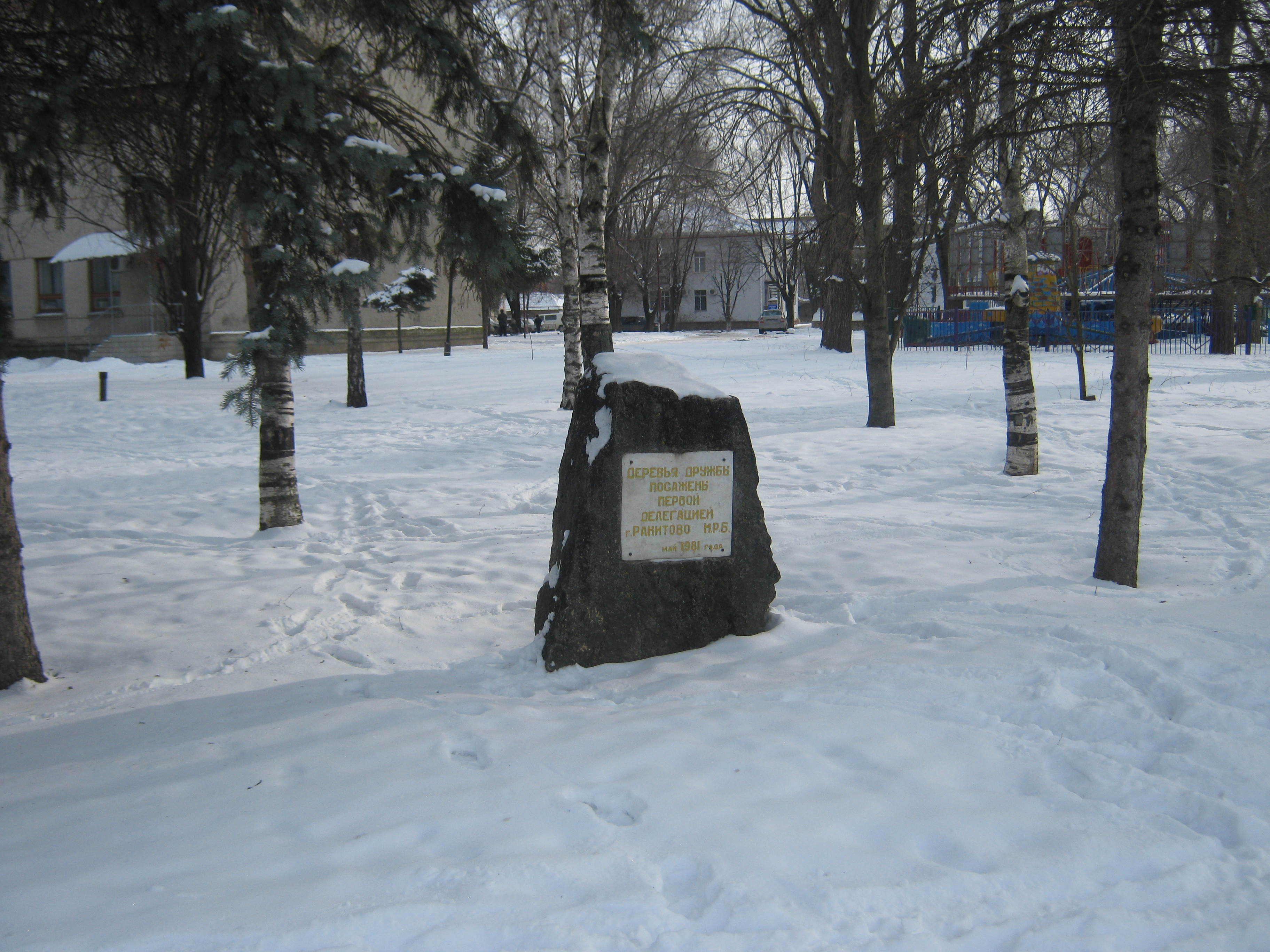
Памятный камень в сквере имени Аркадия Гайдара, надпись на котором гласит: «Деревья дружбы посажены первой делегацией г. Ракитово Н.Р.Б. май 1981»

- Ракитово, Болгария (с 1981 года)

## Достопримечательности
В городе существуют много памятников павшим в Великой Отечественной войне, такие как:
- мемориальный комплекс "Вечный огонь" (1965);
- памятник воинам-землякам, погибшим в 1941-1945 годах в парке Победы. Установлен 9 мая 1974 года[134];
- памятник военинженеру Лаврову (1957);
- обелиск на могиле воина Советской Армии А.И. Саран (1942);
- памятник разведчикам 44-й Армии на старом городском кладбище;
- памятник «Сынам России. Героям необъявленных войн» (2012).
- памятник В.И. Ленину на площади 50-летия Октября
- памятник В.И. Ленину на площади 60-летия Октября
- памятник природы — гора Куцай.

## Галерея

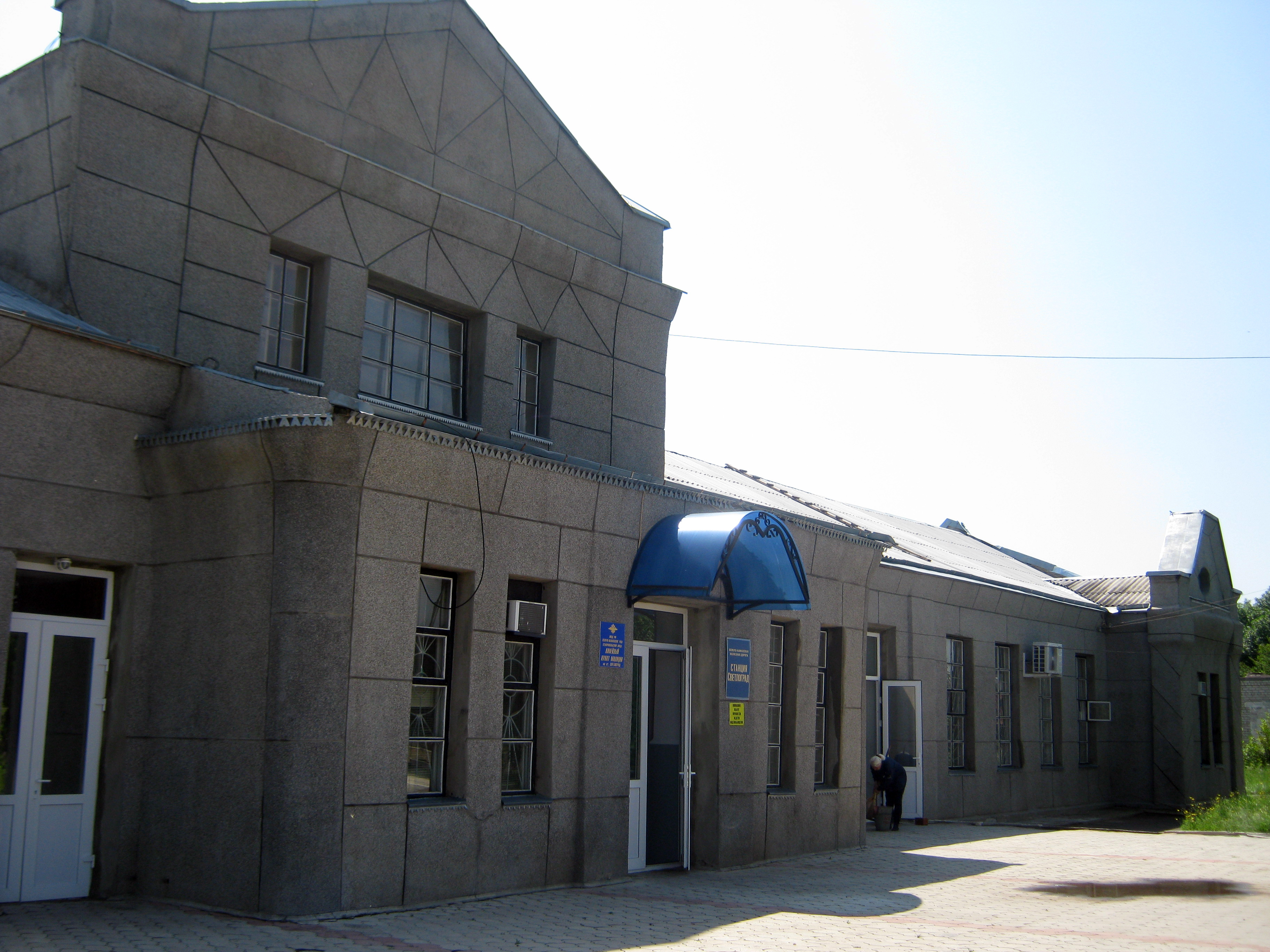
Здание железнодорожного вокзала 1915 года постройки (2009 год).
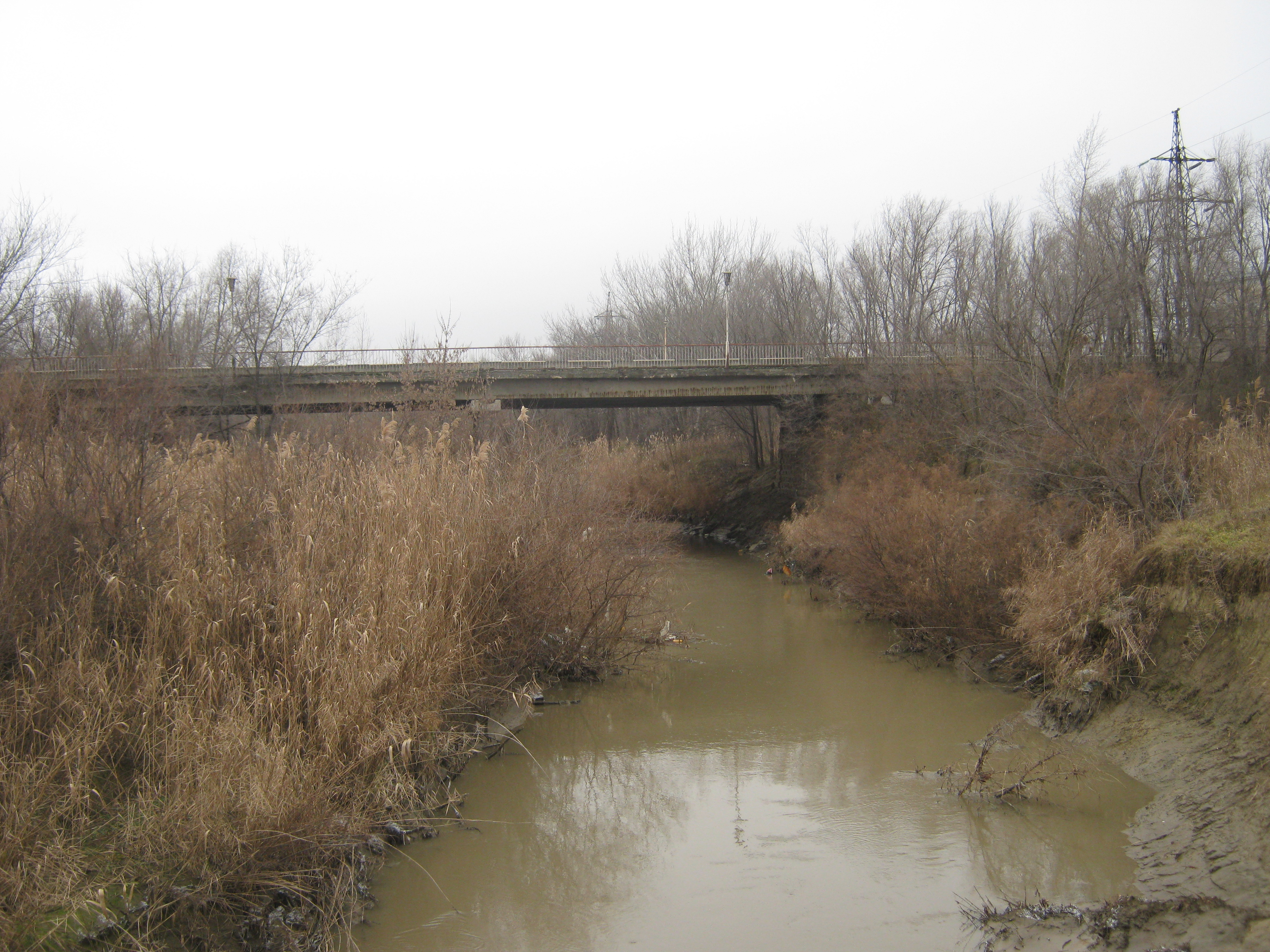
Красный мост через реку Калаус в черте города (зима 2011 г.).
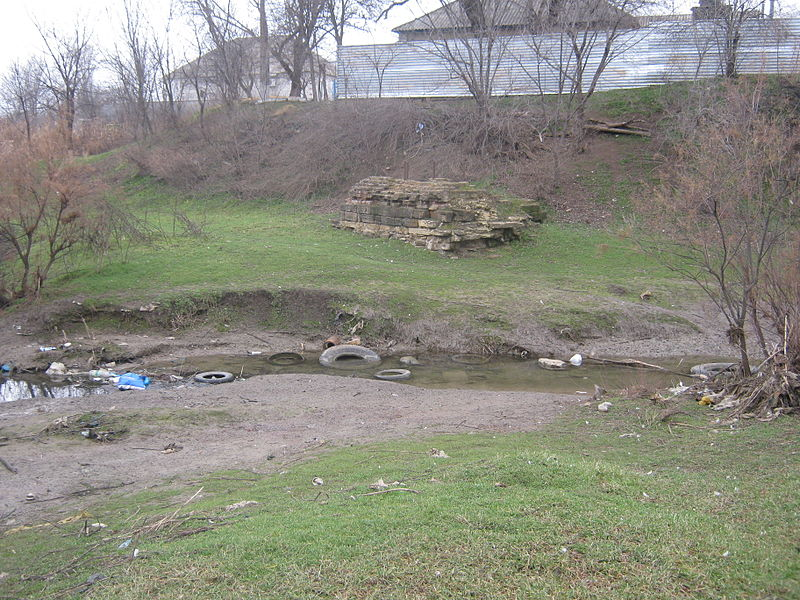
Фундамент водяной мельницы на реке Карамык (зима 2011 г.).
Стела на въезде в город
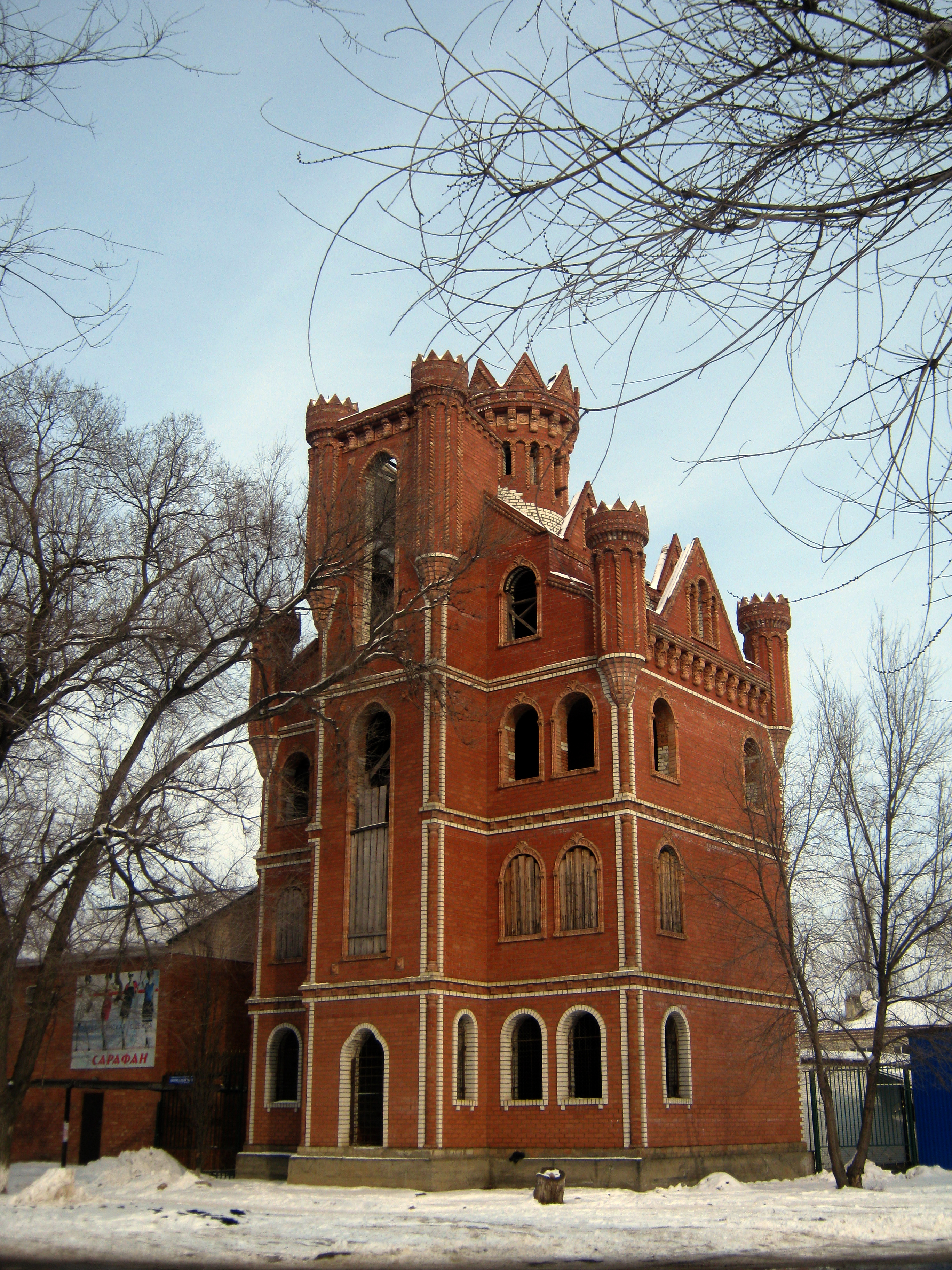
Светлоградский Замок (зима 2012 г.).
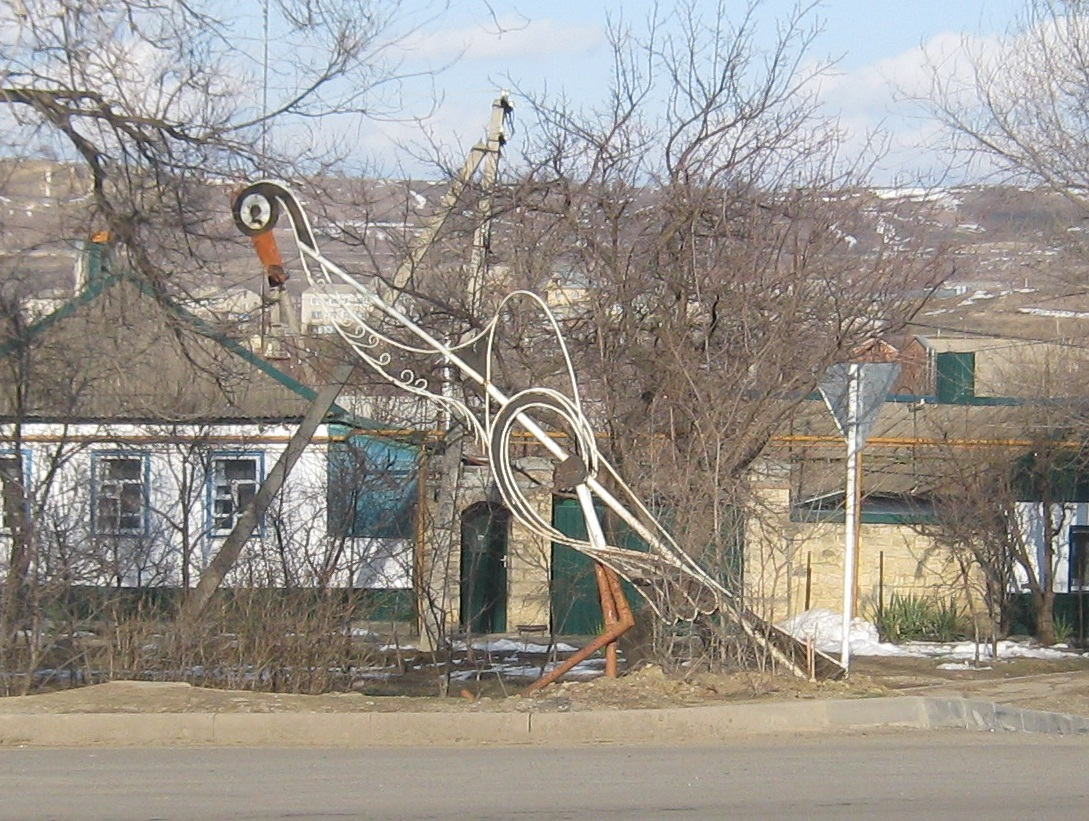
Светлоградский журавль